# Касьяновка (Сахновщинский район)
Касьяновка (укр. Касянівка) — село,
Новоалександровский сельский совет,
Сахновщинский район,
Харьковская область.
Код КОАТУУ — 6324884503. Население по переписи 2001 года составляет 28 (16/12 м/ж) человек.

## Географическое положение
Село Касьяновка находится на расстоянии в 1 км от села Новодмитровка, в 2-х км от села Кузьминовка.
Рядом проходят автомобильная дорога Т-2109 и
железная дорога, станция Платформа 148 км.

## История
- 1887 — дата основания.